# Веді (місто)
Веді́ (вірм. Վեդի) — місто у Вірменії, у марзі (області) Арарат, на лівому березі річки Веді (приток Араксу), на відстані 35 км від Єревана. Найближча залізнична станція — Айгаван розташована за 7 км на захід. За 10 км на південний захід, біля міста Арарат проходить траса Єреван — Горіс. Поруч з містом розташований Хосровський заповідник.

## Економіка
Саме тут знаходиться один з найбільших у Вірменії вино- і спиртзавод, що має назву «VEDIALCO». Цей завод відомий завдяки напівсолодкому вину, що називається «Вернашен». Молочний, хлібний та консервні заводи.